# Ungdommens Naturvidenskabelige Forening
Ungdommens Naturvidenskabelige Forening, forkortet UNF, er en dansk forening som har 8 lokalforeninger. Foreningen blev stiftet i 1944 af en gruppe gymnasielærere på Frederiksberg, som en ungdomsafdeling af SNU Selskabet for Naturlærens Udbredelse. I dag er UNF blevet større end SNU, men samarbejder stadig til tider med dem.[kilde mangler]
Foreningens mål er at fremme interessen for naturvidenskab, sundhedsvidenskab og teknologi, fortrinsvis blandt unge.
Alle lokalforeningerne arrangerer foredrag, workshops og studieture for at fremme kendskabet til naturvidenskab i Danmark. Desuden arrangerer landsforeningen ScienceCamps for unge på en ungdomsuddannelse, til hvilket der er modtaget tilskud fra bl.a. Carlsbergs Mindelegat for Brygger J.C. Jacobsen, Otto Mønsteds Fond, Novo Nordisk Fonden og Industriens Fond.
Efter UNFs stiftelse i 1944 har der været flere forsøg på at opstarte lokale afdelinger rundt omkring i landet. Nogle af disse forsøg var succesfulde, og blev til velfungerende lokalforeninger, imens andre døde hen få år efter opstarten. I starten af årtusindskiftet havde UNF fire afdelinger, som på daværende tidspunkt kun havde begrænset med hinanden at gøre. De fire afdeling var: UNF Aalborg, UNF Aarhus, UNF København og UNF Odense. I 2001 samarbejdede de forskellige afdelinger om en tur til NASA's space center og i 2002 samarbejdede de om opstarten af ScienceCamps. Landsforeningen blev opstartet på grund af behovet for samarbejde mellem de forskellige afdelinger.

## Landsforeningen UNF Danmark
Landsforeningen UNF Danmark er den nationale landsorganisation i hvilken lokalforeningerne er medlemmer. Landsforeningen blev stiftet efter flere års tilløb i foråret 2002 med officiel stiftelsesdato den 14. august (H.C. Ørsteds 225 års fødselsdag, da H.C. Ørsted stiftede SNU). Landsforeningen har – ligesom lokalforeningerne – til formål at fremme interessen for naturvidenskab, sundhedsvidenskab og teknologi, fortrinsvis blandt unge. Landsforeningen arbejder for at styrke samarbejdet mellem lokalforeningerne, koordinere samarbejde med andre organisationer i Danmark, og er foreningens kontakt til udlandet.
Landsforeningens bestyrelse er ansvarlig for foreningens daglige drift, for at tegne foreningen udadtil og for at varetage opgaver pålagt den af medlemsforeningerne. Medlemsforeningerne af UNF er: UNF Aalborg, UNF Aarhus, UNF København, UNF Lyngby, UNF Odense.
| År        | Navn                     |
| --------- | ------------------------ |
| 2020-     | Mads Frimann Madsen      |
| 2019-2020 | Søren Beck               |
| 2018-2019 | Nikolaj Simling          |
| 2018      | Beatrice Nyhus           |
| 2017-2018 | Rasmus Rahbek Østergaard |
| 2016-2017 | Jakob Peter Thorsbro     |
| 2014-2016 | Milena Laban             |
| 2013-2014 | Cecilie Nøhr Pedersen    |
| 2013      | Nils-Asbjørn Frederiksen |
| 2012-2013 | Freja Elbro              |
| 2011-2012 | Steffen Stokbæk          |
| 2010-2011 | Line Guldbrand           |
| 2010      | Christian Brædstrup      |
| 2008-2010 | Rune Thode Nielsen       |
| 2007-2008 | Danny K. Malkowski       |
| 2007      | Ingo Nielsen             |
| 2006-2007 | Mathias Bach Poulsen     |
| 2005-2006 | Joan Ilsø Sørensen       |
| 2004-2005 | Johnny Hartvig Olsen     |
| 2002-2004 | Torben Lund Skovhus      |

## ScienceCamps
Siden 2002 har UNF hvert år i skolernes sommerferie (juli-august) afholdt sommerskoler, de såkaldte ScienceCamps. Formålet med disse ScienceCamps er dels at give unge en mulighed for at mødes med andre med samme interesser samt at udbrede interessen til særlige naturvidenskabelige fag.
UNF har afholdt ScienceCamps inden for faggrenene Matematik, Datologi, Bioteknologi, Fysik, Kemi, Medicinal, Miljøteknologi, ScienceShow, Game Development og Software Development. I 2024 blev der afholdt 6 camps, hvor machine learning og sundhedsvidenskab camp blev afholdt for første gang.